# 港式奶茶

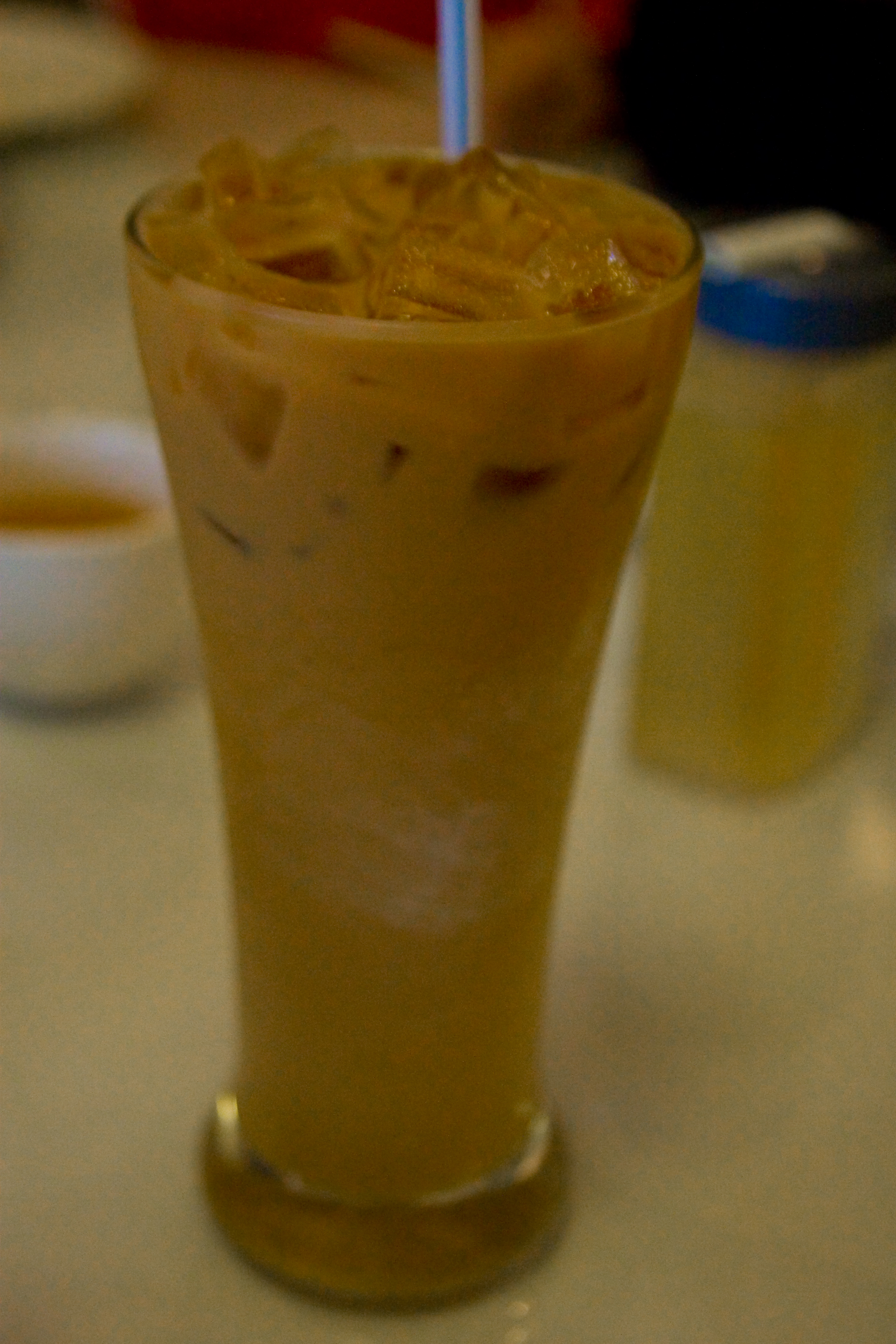
凍奶茶

絲襪奶茶又稱港式奶茶，是具有香港特色的一種奶茶，是香港人日常早餐和下午茶時常見的飲品，已成為香港非物質文化遺產。基本上，在茶餐廳供應的奶茶都是用「絲襪奶茶」的方式泡制，所以準確點來說是早午晚餐也可以看到奶茶的身影。特色是茶的濃度與奶的香味平衡得恰到好處，通常會加入蒸煮過的淡奶或全脂奶，讓味道更加醇厚。它是香港茶餐廳中日常必見的飲品，尤其在早餐和下午茶時段，許多香港人習慣搭配西多士或菠蘿包來享用。

## 歷史源流
英國在19世紀中葉建立英屬香港後，英國人的「下午茶」習慣也被帶到這個英國殖民地。英國人與香港華人的飲茶習慣不同，英国人習慣在下午三時左右，午飯至下班中間的一段時間喝茶及小休，在喝茶之餘，也佐以西點。因為當時的錫蘭也是由英國統治，當地出產的紅茶味道好，價錢又便宜，喜歡喝紅茶的英國人於是將錫蘭出產的茶葉運到香港，所以錫蘭紅茶在香港十分流行，當地出產的紅茶在香港又稱「西冷紅茶」。英國人在喝茶時習慣會添加牛奶和糖，使紅茶入口時更香更滑，香港華人也漸漸接受英國人飲用紅茶的方式，並成為香港奶茶的基本形態。

## 名稱
「港式奶茶」又稱為「絲襪奶茶」，名稱源自獨特的製作過程。沖調港式奶茶時，大牌檔或茶餐廳的伙計會將茶葉放入專用的棉紗過濾袋中，並將沸水倒入濾袋，並上下拉動濾袋以加速茶水濾出。這樣可以更有效地提取茶葉的精華，使得茶味更加濃郁。
茶餐廳製作港式奶茶的一大特色是棉紗網經過紅茶浸泡後，棉紗濾袋的顏色會被染成咖啡色，顏色都與尼龍絲襪接近，而且濾袋的外觀也與絲襪相似，食客便戲稱用這種方法沖調出來的奶茶為「絲襪奶茶」，並不是真的使用絲襪作為濾袋沖奶茶。

## 製作方法

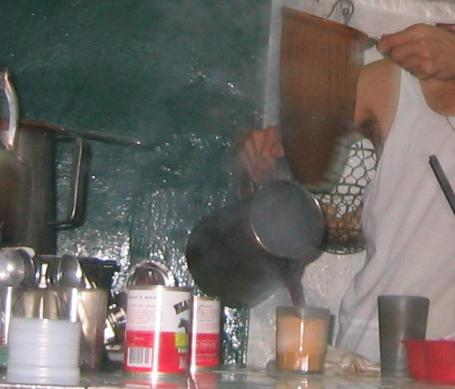
奶茶師傅正在沖調絲襪奶茶

沖調港式奶茶需要用到一個濾袋，濾袋除了可隔濾茶渣外，也可令到紅茶更濃厚、更香滑，之後將調配好的紅茶倒入已加入淡奶的杯中，再加入白糖，不過亦有不加糖的，由客人按個人對甜度的喜好自行加糖。相傳絲襪奶茶的原創人是蘭芳園茶餐廳的林木河先生，他使用特製的白布袋來沖調紅茶，而現在大部分人都會用一個棉紗網作為濾袋，並將這個濾袋鑲在金屬框架上，這樣較容易處理熱水及控制茶水的流量，更換出現破損的棉紗濾袋也較快捷方便。
茶餐廳用來製作港式奶茶的茶葉，一般會選用錫蘭高地紅茶，並可分為粗茶和細茶兩種茶葉，透過調節粗細茶葉的比例，就能改變沖出來的奶茶的香味、色澤及濃度。一般茶餐廳會用一至兩種碎紅茶做主，取其茶色和濃味，再配搭較高級的立頓錫蘭紅茶以帶出茶香。
製作港式奶茶最少要用到兩個相同容量的大茶壺，沖茶時先把調校好份量的紅茶茶葉放入濾袋內，然後把濾袋放入大茶壺，茶葉要完全浸入熱水中，並用鉤把濾袋的邊框鉤在大茶壺的邊沿，方便之後取出濾袋。把茶燜在熱水數分鐘，這程序稱為「焗茶」；之後提起茶壺將紅茶注入另一個空茶壺內，把放有茶葉的濾袋從已倒出茶水的茶壺中提起，再把剛剛盛有熱茶的茶壺提高，把茶水從高處傾倒到之前有茶葉的濾袋內，而經過濾袋的茶水將流到原先的茶壺內，這個將茶水從高處倒入濾袋的動作稱為「撞茶」，然後又將茶水重複經濾袋倒入另一空茶壺內，「撞茶」需要連續做數次，這度程序可令茶葉得到充分的萃取，從而提升茶水的濃度及茶香，又可避免茶水長時間浸泡茶葉而過於苦澀，最後將紅茶倒進已放入淡奶的杯內。絲襪奶茶的品質以入口細滑延綿為好，能有適當的「厚度」（body），亦即奶茶的濃厚程度，而厚度是主要由淡奶的濃淡度所決定，奶脂濃度足夠時，奶茶就會在表面凝結成啡色的奶衣，擁有這樣厚度的奶茶就是所謂的「掛杯奶茶」。

### 凍奶茶的做法
至於把奶茶做成凍奶茶（冰奶茶）有三種方法：

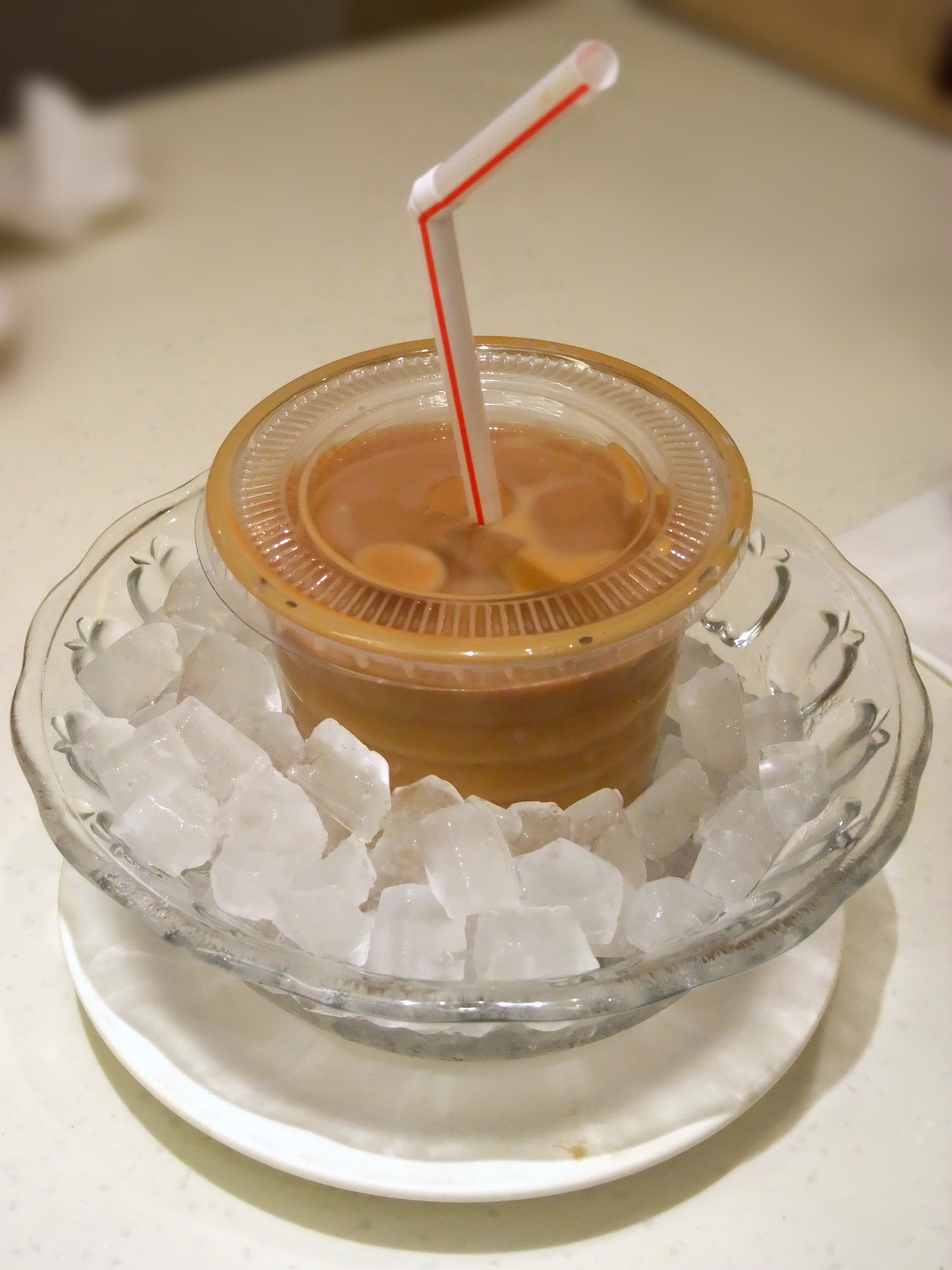
冰鎮奶茶

- 在製冰機仍未流行的年代，製作凍奶茶要先把奶茶倒入玻璃瓶子裡，再放到冰箱中慢慢冷卻[11]，但因為這樣做很費時，所以這種做法已經不常見。
- 現在大部份的凍奶茶是透過在奶茶加入冰塊來達到降溫的效果，缺點是漸漸溶解的冰塊會把奶茶原本的味道沖淡[12]。
- 第三種方法是用「恆溫水浴」的概念，把已盛有奶茶的茶杯放入一個盛有冰水及冰塊的容器中，奶茶就可以從頭至尾保持冰凍及濃度，這種做法的奶茶稱為「冰鎮奶茶」[13]。

## 咖啡因問題
香港消費者委員會於2016年3月在香港市面採購多種奶茶及咖啡等飲料進行測試，當中包括30個港式奶茶樣本，結果發現部分港式奶茶的每杯咖啡因含量比濃縮咖啡飲品更高，其中咖啡因含量最高的兩個樣本是購自樂園及新釗記茶餐廳的奶茶，一杯含有高達220毫克的咖啡因，遠高於香港四家主要咖啡專門店出售的咖啡飲品。這相信和紅茶茶葉含有的咖啡因比白茶及綠茶等其他種類的茶葉高有關，每8安士（28.35克）的紅茶茶葉便含有40至70毫克的咖啡因，而萃取方式也會影響到茶水的咖啡因濃度。長期攝取過量咖啡因會引致包括失眠等健康問題，因此奶茶並不適合兒童及為嬰幼兒餵哺母乳的婦女飲用。

## 外部連結
- 2006年9月8日星期五，明報第D5版：絲襪奶茶所用的是港幣5元一個的棉紗網，不是絲襪網又不是尼龍網。此棉質網每個可用約1星期。
- 18歲港少年榮登港式奶茶王，2011年8月13日，壹蘋果專題
- 傳說中的絲襪奶茶是咋做出來的。2011年1月6日。搜狐新聞網站 （页面存档备份，存于）
- 地道文化 絲襪奶茶始祖 公開沖茶秘技。2006年10月13日。蘋果日報網站 （页面存档备份，存于）（頁面存檔於2012-07-19）